# Новопокровська
Новопокровська — станиця на північному сході Краснодарського краю. Адміністративний центр і найбільший населений пункт Новопокровського району. Центр Новопокровського сільського округу. 
Населення — 19,1 тис. осіб (2002). Станиця розташована у верхів'ї річки Єя, при впадінні в нех струмка Корсун. Станція Єя на залізниці Тихорєцьк — Сальськ. Відстань до Тихорєцька — 43 км, до Краснодара — 185 км.
Село Новопокровське засновано в 1827 переселенцями з Воронезької, Курської і Харківської губерній, початкова назва — Карасун Тож. У 1848 мешканці села були приписані до Козачого стану, а село перетворено на станицю. До 1920 станиця входила в Кавказький відділ Кубанської області.

## Економіка
- Підприємства харчової промисловості: цукровий і маслосиробний заводи, харчокомбінат, елеватор
- завод «Новопокровскферммаш»
- в районі — родовища природного газу.